# Bonino de Boninis
Bonino de Boninis (anche Bonino Bonini o Bonino de Bonini; in latino Boninus de Boninis, in croato Dobrić Dobričević) (Lagosta, 1454 – Treviso, giugno 1528) è stato un editore e tipografo dalmata, uno dei precursori della stampa in Europa.

## Biografia
Nato forse nel 1454 nella piccola isola di Làgosta in Dalmazia, allora soggetta alla Repubblica di Ragusa, spesso sottoscrisse i suoi lavori con gli appellativi "di Raguxi" o "di Ragusi". Giunto in giovane età a Venezia, entrò in società con un altro dalmata ivi residente: Andrea Paltassich da Cattaro (che si firmava "Cattarensis"), col quale pubblicò un testo del Lattanzio.
Trasferitosi a Verona, nel 1483 si fece notare per una ristampa del De re militari del riminese Roberto Valturio considerata un vero e proprio capolavoro, che resse il confronto con la prima edizione dell'opera, apparsa sempre a Verona nel 1472. Dopo aver pubblicato l'opera destinata a renderlo noto nell'ambiente editoriale, Bonino si trasferì a Brescia, ove aprì una nuova tipografia che in pochi anni produsse circa 40 nuovi volumi (sui circa 50 stampati in tutto dal Boninis). La prima sua fatica tipografica fu la stampa dell'Expositio in Somnium Scipionis di Macrobio (6 giugno 1483), che risulta il più antico libro bresciano illustrato. Fra le successive edizioni, la maggioranza venne dedicata ai classici (Virgilio, Catullo, Tibullo, Properzio, Plutarco).
Proprio a Brescia Bonino stampò uno dei suoi capolavori: la Divina Commedia ("La Comedia del Divino Poeta Fiorentino Danthe Aleghieri") con i commenti del Landino, datata 31 maggio 1487. Il testo riprende quello stampato a Firenze nel 1481 da Nicolò di Lorenzo, aggiungendo una novità assoluta per la Commedia: sessanta xilografie di diversa mano (alcune sono ripetute, per un totale di sessantotto stampe), riferite all'Inferno, al Purgatorio e al primo canto del Paradiso. Un'altra caratteristica dell'opera è data dalle eleganti cornici che inquadrano le pagine del testo.
Da Brescia Bonino si trasferì a Lione - sembra trasportandovi i torchi della vecchia officina veronese - concludendo in questa città la sua attività di editore con un Offitium Beatae Mariae Virginis ornatissimo di fregi e che nel colophon riporta: Impressum Lungduni expensis Bonini de Boninis dalmatini.

### Informatore della Serenissima
Nel 1497 - e cioè nel periodo lionese - Bonino diviene informatore della Repubblica di Venezia. Presso l'Archivio di Stato di Venezia risulta una serie di suoi dispacci, prevalentemente contenenti informazioni su quanto accadeva in Francia.
Negli ultimi decenni della sua vita sembra che questa sia diventata la sua principale attività, che lo porta a viaggiare fra Venezia e la Francia (Lione, Aix, Marsiglia, Tolone, Nizza, Briançon, Embrun, Grenoble), Genova, Mantova, Roma, Treviso.
In particolare, parecchi rapporti sono dedicati alle attività del re Luigi XII ed ai riflessi della sua politica in Italia.

### Il sacerdozio e la morte
Verso il 1499, Bonino de Boninis si era fatto prete e in tale veste aveva ricevuto vari benefici per interessamento del governo veneziano. Nel 1515 lo troviamo canonico a Treviso, ove qualche anno dopo, alla morte dell'erudito Giovanni Aurelio Augurello, ne segue l'inventario dei beni.
Le ultime notizie lo danno a Treviso, dove risulta un carteggio del giugno 1528 che si riferisce alla sua eredità, il che ne lascia intuire mese ed anno di morte.
Durante i suoi frequenti viaggi, Bonino de Boninis non dimenticò la sua isola natale, alla quale fece dono di un quadro della Madonna dipinta da Francesco di Vittore Bissolo, nel quale figura anche il suo ritratto ed una dedica "Virgini Matri Boninus de Boninis decanus Tarvisinus aere suo ff MDXVI".

## Identificazione nazionale
A partire dalla seconda metà del XIX secolo, il dalmata Bonino de Boninis è stato identificato come "croato", traslitterandone il nome in "Dobrić Dobričević": è una traduzione letterale del nome che egli invece usò in modo esclusivo in vita ("Dobro" in croato vuol dire "Buono"). Col passare degli anni, questa identificazione nazionale ha fatto abbastanza breccia anche nel mondo degli studiosi non croati.